# 友渕町
友渕町（ともぶちちょう）は、大阪府大阪市都島区にある町名。現行行政地名は友渕町一丁目から友渕町三丁目。

## 地理
大阪市都島区の西部に位置する。南は善源寺町、北は阪神高速12号守口線の高架下を流れる城北川を挟んで毛馬町、東は高倉町、西は旧淀川（大川）を挟んで北区長柄東にそれぞれ接する。

### 河川
- 旧淀川（大川）
- 城北川

## 歴史

### 地名の由来
「住吉大神代記」の長柄船瀬の記述には、長柄船瀬の「西限鞆渕」とあり、この鞆渕が当地付近に該当するとの伝承に由来して鞆（とも）に友の字を当てたことによる。鞆渕村、鞆淵村、友淵村、友渕村などの表記がある。

## 世帯数と人口
2019年（平成31年）3月31日現在の世帯数と人口は以下の通りである。
| 丁目         | 世帯数    | 人口     |
| ------------ | --------- | -------- |
| 友渕町一丁目 | 6,985世帯 | 16,167人 |
| 友渕町二丁目 | 730世帯   | 1,323人  |
| 友渕町三丁目 | 835世帯   | 1,895人  |
| 計           | 8,550世帯 | 19,385人 |

### 人口の変遷
国勢調査による人口の推移。
| 1995年（平成7年）  | 19,936人 | [ 6 ]  |  |
| 2000年（平成12年） | 20,073人 | [ 7 ]  |  |
| 2005年（平成17年） | 21,273人 | [ 8 ]  |  |
| 2010年（平成22年） | 20,231人 | [ 9 ]  |  |
| 2015年（平成27年） | 20,168人 | [ 10 ] |  |

### 世帯数の変遷
国勢調査による世帯数の推移。
| 1995年（平成7年）  | 6,366世帯 | [ 6 ]  |  |
| 2000年（平成12年） | 6,557世帯 | [ 7 ]  |  |
| 2005年（平成17年） | 7,410世帯 | [ 8 ]  |  |
| 2010年（平成22年） | 7,546世帯 | [ 9 ]  |  |
| 2015年（平成27年） | 7,857世帯 | [ 10 ] |  |

## 学区
市立小・中学校に通う場合、学区は以下の通りとなる。なお、小学校・中学校入学時に学校選択制度を導入しており、通学区域以外に都島区の小学校・中学校から選択することも可能。
| 丁目         | 番     | 小学校             | 中学校             |
| ------------ | ------ | ------------------ | ------------------ |
| 友渕町一丁目 | 2～7番 | 大阪市立友渕小学校 | 大阪市立友渕中学校 |
| 友渕町一丁目 | 1番    | 大阪市立都島小学校 | 大阪市立都島中学校 |
| 友渕町二丁目 | 全域   | 大阪市立高倉小学校 | 大阪市立高倉中学校 |
| 友渕町三丁目 | 全域   | 大阪市立高倉小学校 | 大阪市立高倉中学校 |

## 事業所
2016年（平成28年）現在の経済センサス調査による事業所数と従業員数は以下の通りである。
| 丁目         | 事業所数  | 従業員数 |
| ------------ | --------- | -------- |
| 友渕町一丁目 | 79事業所  | 515人    |
| 友渕町二丁目 | 105事業所 | 1,286人  |
| 友渕町三丁目 | 62事業所  | 885人    |
| 計           | 246事業所 | 2,686人  |

## 施設

大阪拘置所

### 施設等機関
- 大阪拘置所

### 商業施設
- ベルファ都島ショッピングセンター
  - 関西スーパー ベルファ都島店
  - エディオン ベルファ都島店
- ベルパーク（鐘紡淀川工場跡地）
- スーパーマルハチ 都島店

### 教育機関
- 大阪市立友渕中学校
- 大阪市立友渕小学校

### 公園
- 桜之宮公園

### 企業
- 磯じまん

## 交通

### 道路
- 阪神高速12号守口線 都島入口
- 大阪市道赤川天王寺線

## その他

### 日本郵便
- 〒534-0016[3]（集配局：都島郵便局[14]）